# Štefan Bolkay
Štefan Bolkay, známý také pod pseudonymem József Bolhay, v maďarské literatuře uváděn Bolkay István József (29. březen 1887 Rimavská Sobota – 17. srpna 1930 Sarajevo), byl entomolog, který se zabýval hlavně koleopterologií.

## Život
Po skončení základní školy navštěvoval gymnázium v Rimavské Sobotě. Po maturitě studoval přírodní vědy na Budapešťské univerzitě, kterou uspěšně ukončil v roce 1909. Později získal titul PhDr. V letech 1909 – 1911 působil v maďarském národním muzeu. V letech 1912 – 1914 pracoval jako profesor pedagogického institutu. V letech 1917 – 1919 působil v Budapešti jako asistent ústavu pro výzkum Balkánu. V roce 1919 začal pracovat jako kustod muzea v Sarajevu, kam byl pozván od jugoslávské vlády jako odborník. Během svého života se zabýval hlavně obojživelníky a plazi a brouky (latinsky Coleoptera). Věnoval se také studiu paleozoologie. Přispíval svými pracemi i do některých odborných uherských časopisů.